# Paulo Frischknecht
Paulo José Frischknecht (* 7. Juni 1961 in Tomar) ist ein ehemaliger portugiesischer Schwimmer.
Während seiner aktiven Laufbahn wurde Frischknecht mehrfacher portugiesischer Meister und war nationaler Rekordhalter. Er nahm an den Olympischen Spielen 1976 in Montreal und 1980 in Moskau teil.  
Nach seinem Rücktritt vom Wettkampfsport schlug er eine Trainerlaufbahn ein. Gleichzeitig studierte er an der Sportwissenschaftlichen Fakultät der Technischen Universität Lissabon.
Er ist derzeit Präsident des Portugiesischen Schwimmverbandes (FPN), Vizepräsident der Associação dos Atletas Olímpicos de Portugal, Mitglied des Exekutivkomitees des Comité Olímpico de Portugal und Mitglied des Technischen Komitees für Freiwasserschwimmen der FINA.